# Egbertus Gerhardus Wentink (1843-1911)
Egbertus Gerhardus (Egbert) Wentink (Doesburg, 2 april 1843 - Utrecht, 15 januari 1911) was een Nederlandse architect, cartograaf, landmeter, tekenaar en bestuurder.
Wentink stamde uit een geslacht waarin diverse leden vanaf de tweede helft van de 19e eeuw architect waren. Onder anderen zijn zoons Egbertus Gerhardus Wentink (1874-1948) en Johan Cornelis Wentink (1879-1960) zouden dat vak gaan uitoefenen evenals zijn kleinzoon Johan Adam Wentink. 
In het begin van zijn loopbaan werkte Wentink tot 1866 in Alkmaar bij de spoorwegen. Vanaf 1866 was hij werkzaam vanuit zijn woonplaats Schalkwijk. Hij was dijkmeester bij het Hoogheemraadschap Lekdijk Bovendams in de periode 1866-1879 en kameraar in de periode 1879-1910. Vanaf 1880 zou hij als architect diverse scholen ontwerpen in de provincie Utrecht. Ook tal van andere ontwerpen kwamen van zijn hand als architect. Verder was Wentink lid van de Anti-Revolutionaire Partij, omstreeks 1881 lid van de Provinciale Staten van Utrecht, medeoprichter en directeur van de Vrije Universiteit, eigenaar van een steenfabriek en Ridder in de Orde van Oranje-Nassau.

## Bekende bouwwerken

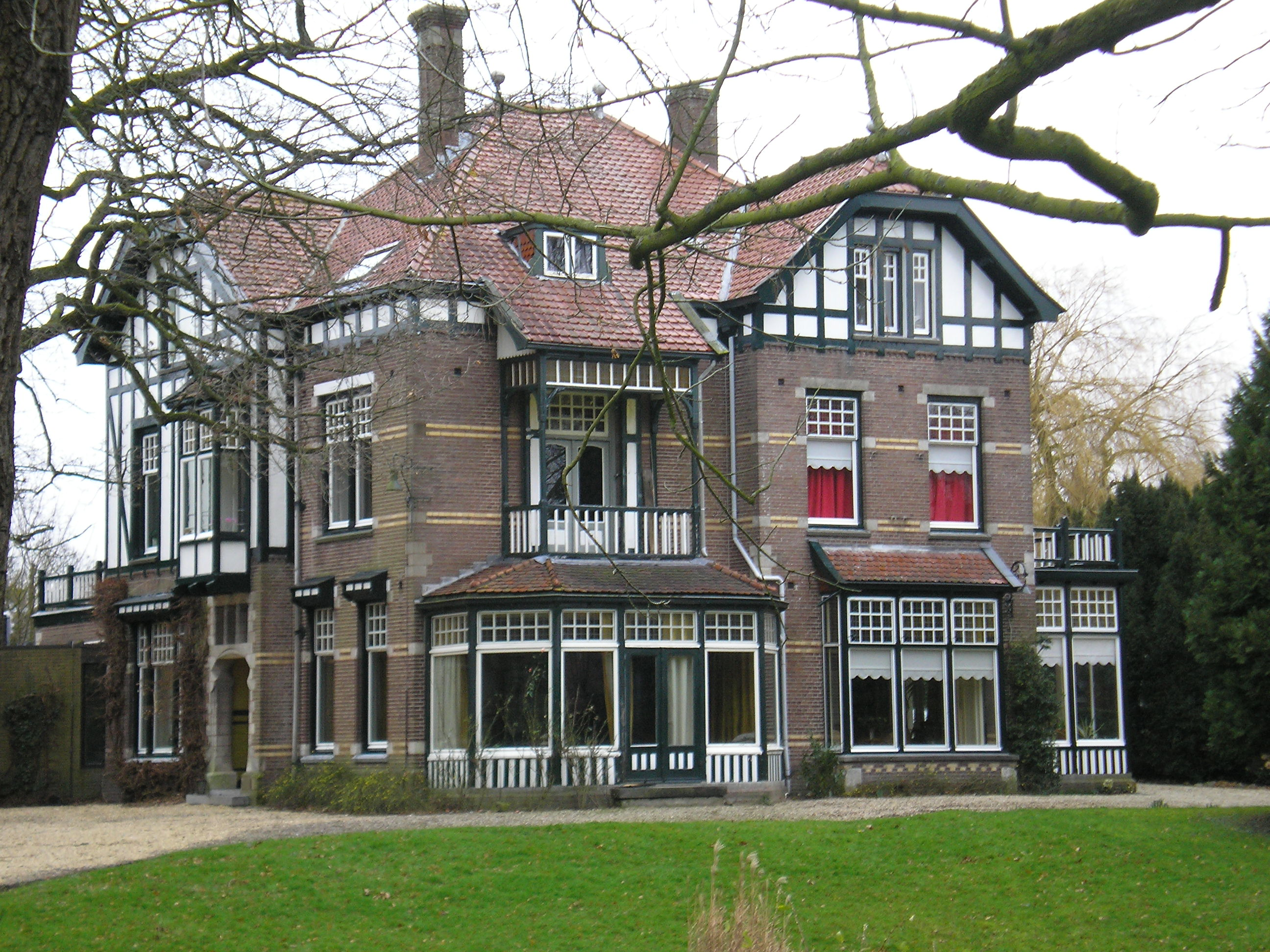
Villa Bel Respiro

- Het Veerhuis in Wijk bij Duurstede, 1873 (rijksmonument[2])
- Villa aan de Maliebaan 50 te stad Utrecht, 1873, gesloopt circa 1935
- Gereformeerde Immanuelkerk in Driebergen, 1880 (Engweg 30-32, gemeentelijk monument)
- Michaëlschool in Tull en 't Waal, 1886 (gemeentelijk monument)
- Prattenburg (hoofdgebouw) in Rhenen, circa 1887 (rijksmonument[3])
- Voormalige raadhuis van de gemeente Bunnik, 1897 (rijksmonument[4], ook zijn beide eerder genoemde zoons raakten hierbij betrokken)
- Herstel Hervormde kerk te Harmelen, 1901 (rijksmonument[5])
- Villa Bel Respiro in Houten, 1902 (rijksmonument[6])
- Gemaalcomplex aan de Gerverscop te Harmelen[7], 1907 (rijksmonument[8][9])